# Douglas Idot
Douglas Idot, de son vrai nom Quashie Dathévi Jean-Douglas est un musicien, auteur-compositeur, producteur et beatmaker togolais né le 6 juin 2000 à Lomé, au Togo. Il est connu pour avoir composé pour H Magnum, Zeynab Habib, Santrinos Raphaël, Kiko, Tach Noir, Miss Tanya et d'autres artistes.

## Biographie

### Enfance
Issu d'une famille de musiciens, il a commencé à côtoyer très tôt la sphère musicale grâce à son père qui était pianiste de l'orchestre sassamaso à l'époque. Âgé alors de 9 ans, il s'intéresse au beatmaking et se forme grâce à des tutoriels. C'est ainsi qu'il devient, peu à peu, musicien et plus tard compositeur. En parallèle, il effectue une majeure partie de ses études au collège nda de Lomé. Quelques années plus tard, il suit des formations en mao notamment avec allthatproduction et s'y découvre une réelle passion. Après l'obtention de son bac il continue ses études en musicologie à l'université de Tours.

### Carrière musicale
À 17 ans, il commence à enregistrer et à produire musicalement des artistes de la musique togolaise. Il commence à se faire connaître tout d'abord à Lomé au Togo grâce à ses compositions musicales et ses productions. En 2018, il collabore avec Santrinos Raphaël sur l'album crois en moi qui sera primé meilleur album de l'année aux all music awards. En 2019, il reçoit sa première nomination en tant que meilleur beatmaker de l'année aux all music awards du Togo et aux heroes. À la suite de quoi, il devient le premier et plus jeune beatmaker dans l'histoire du pays à remporter ces deux distinctions la même année,,. Cette année-là également, il produit musicalement plusieurs chansons à succès qui sont primées aux mêmes événements culturels,,. En 2020, il reçoit pour la seconde fois le prix du meilleur beatmaker aux heroes et est cité parmi les 13 beatmakers derrière les grands hits musicaux en Afrique. Cette année, il collabore avec Santrinos et Zeynab pour composer Waa, une chanson qui sera nommée aux afrimma,. En 2021, il reçoit le trophée du meilleur beatmaker, au kk talent appreciation. Cette même année, il collabore avec H-Magnum, sur l'album bansky où il compose mathilda et le bouquet. Il fait aussi la rencontre de Miss Tanya et Floby du Burkina Faso pour qui, il produit musicalement sugar daddy,.

## Distinctions et nominations
Douglas Idot a été distingué à deux reprises comme meilleur beatmaker de l'année, lors des all music awards 2018 et des the heroes en 2018. De plus, lors de la même année, sa production musicale pour Santrinos Raphaël a remporté le prix du meilleur album de l'année aux all music awards pour son œuvre crois en moi, tandis que celle pour Diff plies a été honoré au titre de tube de l'année pour le morceau Kpôo, tant aux all music awards qu'à the heroes. Également en 2018, sa production musicale Yéwan pour l'artiste Young Farril a été sacrée tube de l'année à the heroes.
En 2019, Douglas Idot a de nouveau été distingué comme meilleur beatmaker de l'année lors de la cérémonie the heroes, tandis que ses productions musicales pour plusieurs artistes se sont illustrées dans la catégorie tube de l'année, notamment Yaknou avec mapouka, Kiko avec mea culpa, Lecram avec lome vivina week-end, Santrinos raphaël avec bae, Edem drackey avec ameveve, tous récompensés aux the heroes. De plus, aux all music awards 2019, sa composition musicale pour Santrinos raphaël  mamadou et bineta a été distinguée meilleur chanson lover et encore une fois tube de l'année pour Lecram avec lome vivina week-end.
L'année 2020 a vu ses compositions musicales pour El miliaro, Santrinos feat Zeynab et Yaknou être honorés pour leurs tubes respectifs jessica, waa et mamiyé lors des the heroes 2020, ainsi que Santrinos feat Zeynab pour waa aux all music awards 2020. Par ailleurs, la chanson waa a reçu une nomination aux afrimma.
En 2021, ses productions musicales pour Edem drackey et Diff plies ont été distingués respectivement amewuga et kpla kpla kpla lors des the heroes 2021, tandis que l'œuvre finale produite musicalement pour Zeynab a été nommée dans la catégorie artiste de l'année aux Benin showbiz awards.
En 2022, camarades une chanson produite musicalement par Douglas Idot pour Santrinos Raphaël a été sacrée tube de l'année aux heroes de ladite année.
En 2023, sa composition musicale sur le projet Sugar daddy de Miss Tanya feat Floby a reçu le Kundé d'Or du meilleur featuring burkinabé. De même, sa production musicale sur le projet Gogo de Yaknou feat Peewii a reçu le trophée du tube de l'année 2023 aux heroes 2023.

## Discographie des productions

### Albums
| Titre         | Artiste           | Année |
| ------------- | ----------------- | ----- |
| Crois en moi  | Santrinos raphaël | 2018  |
| Coup de coeur | Santrinos raphaël | 2021  |
| Versatil      | Abucam            | 2022  |
| Bansky        | H-magnum          | 2022  |
| K.O           | Zaga bambo        | 2022  |
| Assah         | El miliaro        | 2022  |
| Aeternum      | Douglas idot      | 2023  |

### Single
| Titre                 | Artiste                                                                | Références |
| --------------------- | ---------------------------------------------------------------------- | ---------- |
| Ameveve               | Edem drackey                                                           |            |
| Revient à moi         | Victoire biaku                                                         | [ 34 ]     |
| Waa                   | Santrinos feat Zeynab                                                  |            |
| Amewuga               | Edem drackey                                                           |            |
| I go dey              | Edem drackey                                                           |            |
| Zannou                | Diff plies                                                             |            |
| Kpô                   | Diff plies                                                             |            |
| Kpla kpla kpla        | Diff plies                                                             |            |
| N'tifafa              | Erythier                                                               |            |
| Moulé tchaka          | Varyna feat Santrinos                                                  |            |
| Gbédé                 | Yaovi kheteti feat Santrinos raphaël                                   |            |
| N'kpinkou             | Tach noir                                                              | [ 35 ]     |
| Sugar baby            | Miss tanya feat Floby                                                  | [ 23 ]     |
| Mathilda              | H-magnum feat Ap tyl                                                   |            |
| Le bouquet            | H-magnum                                                               |            |
| Gentleman             | Zeynab                                                                 |            |
| Finale                | Zeynab                                                                 |            |
| Monica                | Santrinos feat Stonebwoy                                               |            |
| Djarabi               | Faty feat Petit miguelito                                              |            |
| Chocolate             | John keder feat Santrinos                                              |            |
| Cocaina               | Zaga bambo                                                             |            |
| Il est puissant       | Zaga bambo                                                             |            |
| Sessimé               | Zaga bambo                                                             |            |
| Alodekeo              | Zaga bambo feat Ghettovi                                               |            |
| Jessica               | El miliaro                                                             |            |
| Assah                 | El miliaro feat Mic flammez                                            |            |
| Mahô gagné            | irok                                                                   |            |
| Dodji                 | irok                                                                   |            |
| Essounene             | irok                                                                   |            |
| Forever               | irok                                                                   |            |
| Donva                 | irok                                                                   |            |
| Elatsidode            | irok                                                                   |            |
| Atchikéssi            | irok feat Kaatal                                                       |            |
| La vie                | irok                                                                   |            |
| Mamiyé                | Yaknou                                                                 |            |
| Mapouka               | Yaknou                                                                 |            |
| Souley                | Yaknou                                                                 |            |
| Gogo                  | Yaknou feat Peewii                                                     |            |
| Shopping              | Golden mark feat Yaknou                                                |            |
| Kpoadé                | Golden mark                                                            |            |
| Gaméssou              | Togoboi feat Sethlo                                                    | [ 37 ]     |
| Andréa                | Togoboi feat Tony x                                                    |            |
| Yéwan                 | Young farril                                                           |            |
| Ago mayi              | Young farril                                                           |            |
| Life keh yama (remix) | Young farril feat Sethlo & Blackt                                      |            |
| Blewu                 | Young farril                                                           |            |
| Milékamé              | Young farril                                                           |            |
| Gboyaa !              | Young farril feat Talaat yarky                                         |            |
| Élava                 | Pikaluz                                                                |            |
| Ayo                   | Etane blex feat Santrinos raphaël                                      |            |
| Wô n'dé               | Patraa                                                                 |            |
| Luv u                 | Patraa                                                                 |            |
| C'est Dieu (remix)    | Ks bloom feat Chidinma                                                 | [ 38 ]     |
| Révolution            | Douglas idot feat (Guyzz & Hamzess & Bogga bellow & irok & Diff plies) |            |
| O n'toe lagbloin      | Vesti                                                                  |            |
| Avé moi               | Mc jehova                                                              |            |
| Sôdja !               | Miss tabitha                                                           |            |
| Sexy insensible       | Ayes feat Santrinos raphael                                            |            |
| Une heure du mat      | Bobino beat                                                            |            |
| Vamidjo               | Lecram                                                                 |            |
| Moi                   | Lecram                                                                 |            |
| Lomé vivina week-end  | Lecram                                                                 |            |
| Let me be             | Mr.andy feat s3fa                                                      |            |
| For you               | Mr.andy                                                                |            |
| Influemento           | Douglas idot feat (patraa & irok & young farril & lecram & diff plies) |            |
| Edzi la kpakoum yé !  | Douglas idot feat (patraa & irok & young farril & lecram & diff plies) |            |
| Ce soir on chill !    | Douglas idot feat (patraa & irok & young farril & lecram)              |            |
| Go slow               | Douglas idot feat (irok & young farril)                                |            |
| La rêverie            | Douglas idot                                                           | ,          |
| Le reflet du temps    | Douglas idot                                                           | [ 40 ]     |
| Perles de larmes      | Douglas idot                                                           | [ 40 ]     |
| Éclats mélancoliques  | Douglas idot                                                           | [ 40 ]     |
| Santé                 | Douglas idot                                                           | [ 40 ]     |
| Marche de tendresse   | Douglas idot                                                           | [ 40 ]     |
| Fire                  | Sikavi lauress                                                         |            |
| Mea culpa             | Kiko                                                                   |            |
| Abena                 | Kiko                                                                   |            |
| Ce soir               | Kiko                                                                   |            |
| Ambiance moi          | Kiko                                                                   |            |
| Five star boy         | Kiko                                                                   |            |
| Idylle                | Kiko                                                                   |            |
| Pourquoi              | Kiko                                                                   |            |
| Océan                 | Kiko feat inès                                                         |            |
| Na né magna           | Wedy                                                                   |            |
| Enouwo téno sésin     | Wedy                                                                   |            |
| Vamidzo               | Wedy                                                                   |            |
| Ton numéro            | Santrinos raphaël feat Douglas idot                                    |            |
| Juste une soirée      | Santrinos raphaël                                                      |            |
| Dribblé               | Santrinos raphaël                                                      |            |
| Lolon                 | Santrinos raphaël                                                      |            |
| Lomé by night         | Santrinos raphaël                                                      |            |
| Effondré              | Santrinos raphaël                                                      |            |
| Ajanvi                | Santrinos raphaël                                                      |            |
| Bae                   | Santrinos raphaël                                                      |            |
| Mon choix             | Santrinos raphaël                                                      |            |
| Crois en moi          | Santrinos raphaël                                                      |            |
| Fiançailles           | Santrinos raphaël                                                      |            |
| À qui la faute        | Santrinos raphaël                                                      |            |
| Belifornia love       | Santrinos raphaël                                                      |            |
| Coup de coeur         | Santrinos raphaël                                                      |            |
| Egbé                  | Santrinos raphaël                                                      |            |
| Mamadou et bineta     | Santrinos raphaël                                                      |            |
| Mawu na               | Santrinos raphaël                                                      |            |
| Drill love            | Santrinos raphaël                                                      |            |
| M'gbavon              | Santrinos raphaël                                                      |            |
| Contemplez            | Santrinos raphaël feat Buravan                                         |            |
| Camarades             | Santrinos raphaël                                                      |            |
| Aba                   | Santrinos raphaël feat Mzvee                                           |            |
| Femmes africaines     | Santrinos raphaël feat Fanicko                                         |            |